# Doménica Saporiti
Doménica Francesca Saporiti Hinojosa (Guayaquil, 30 de mayo de 1988) es una actriz, modelo y presentadora ecuatoriana, fue ganadora del Miss Ecuador 2008 y participante del Miss Universo 2008, Miss Continente Americano 2008 donde fue segunda finalista, y en Miss Mundo Empresarial 2008 donde fue elegida ganadora. Fue presentadora del programa de RTS Combate por alrededor de 7 años, permaneciendo en dicho espacio desde su inicio en noviembre de 2010 hasta el 23 de junio de 2017.

## Carrera
Doménica Saporiti comenzó su carrera en la televisión a los 16 años de edad en Televisión Satelital en el programa "Sixteen", luego fue conductora y animadora en CableDeportes en el programa deportivo "Locos por el deporte", en TC Televisión en "De Rojo" y "LG Karaoke", en Ecuavisa en "La Hora Azul" programa de Emelec, en RTS en el noticiero deportivo "Copa" y  en el programa "Combate".

## Filmografía

### Modelaje
| Certamen      | Sede del concurso | Año  | Título       |
| ------------- | ----------------- | ---- | ------------ |
| Miss Universo | Vietnam           | 2008 | Participante |
| Miss Ecuador  | Ecuador           | 2008 | Ganadora     |

### Televisión
| Programa   | Televisora    | Rol          | País    | Año       |
| ---------- | ------------- | ------------ | ------- | --------- |
| Combate    | RTS           | Presentadora | Ecuador | 2010-2017 |
| Copa       | RTS           | Presentadora | Ecuador | 2009-2010 |
| De Rojo    | TC Televisión | Animadora    | Ecuador | 2006-2007 |
| LG Karaoke | TC Televisión | Animadora    | Ecuador | 2006-2007 |

## Premios y nominaciones
| Año  | Premio           | Categoría                 | Canal | Programa | Resultado |
| ---- | ---------------- | ------------------------- | ----- | -------- | --------- |
| 2011 | Premios ITV 2011 | Mejor animadora concursos | RTS   | Combate  | Nominada  |
| 2012 | Premios ITV 2012 | Mejor animadora concursos | RTS   | Combate  | Ganadora  |
| 2013 | Premios ITV 2013 | Mejor animadora concursos | RTS   | Combate  | Ganadora  |
| 2014 | Premios ITV 2014 | Mejor animadora concursos | RTS   | Combate  | Nominada  |
| 2015 | Premios ITV 2015 | Mejor animadora concursos | RTS   | Combate  | Nominada  |
| 2016 | Premios ITV 2016 | Mejor animadora concursos | RTS   | Combate  | Ganadora  |